# François-Xavier Mercier
François-Xavier Mercier est un chanteur (ténor dramatique), compositeur et professeur de chant canadien né le 13 août 1867 à Québec, où il est mort le 22 décembre 1932.

## Biographie
François-Xavier Mercier naît sur la rue St-François, dans le faubourg St-Roch de la ville de Québec, à la suite du mariage de François-Xavier Mercier, « meublier », et Lumina Lévesque dit Lafrance. Il chante dès son plus jeune âge à l'église de la Congrégation Jacques-Cartier. Il est remarqué par le directeur de l'Académie commerciale de Québec, dirigée par les Frères des écoles chrétiennes, qui lui offre la scolarité dans cet établissement. Après un poste de tailleur de fourrures dans les ateliers de la Compagnie Paquet, il obtient en 1891 un poste  au collège Mont-Saint-Louis à Montréal. De 1892 à 1894, il étudie l'élocution et le solfège à Toronto avec J.-H. Cameron et Adèle Lemaître. Il travaille parallèlement avec le chef F.-H. Torrington, fondateur du Collège de musique de Toronto et organisateur de tournées. Après avoir interprété le rôle du Duc de Rigoletto au théâtre Castle Square (en) de Boston, Mercier ouvre un cours de chant à Toronto. Il donne aussi quelques concerts au Massey Hall, qui lui permettent d'amasser les fonds nécessaires à la poursuite de ses études à Paris, où il part en septembre 1898.
Il y approfondit sa technique avec le baryton belge Jacques Bouhy, célèbre pour avoir créé le rôle d'Escamillo (le toréador) dans Carmen de Bizet, ainsi que le solfège et la mise en scène avec M.-T. Valdéjo. Il est engagé à l'Opéra-Comique où il fait ses débuts en janvier 1899 dans Joseph de Méhul. Le Gaulois écrit à cette occasion : « Mercier a été superbe d'accent. Voix puissante, diction parfaite, physionomie expressive ; c'est un chanteur doublé d'un acteur ». Il chante par la suite dans Carmen de Bizet, dans Mireille de Gounod et Manon de Massenet. Il est aussi membre de la chorale de l'église Saint-Philippe-du-Roule.
À partir de 1901, Mercier se produit au Covent Garden de Londres. Il y chante dans Roméo et Juliette et Faust de Gounod, Les Huguenots de Meyerbeer, Carmen de Bizet ou encore Le Roi d'Ys de Lalo, aux côtés d'Emma Calvé, Marcel Journet, Nellie Melba, Pol Plançon et Tamagno.
De retour à Paris, le ténor québécois aborde le rôle d'Arnold dans Guillaume Tell de Rossini à Bordeaux, puis à Rouen où « le rideau se relève sept fois » après son air « Asile héréditaire ». Il entreprend une tournée européenne en France, en Suisse, en Italie, à La Haye aux Pays-Bas et à Spa en Belgique avec L'Africaine de Meyerbeer, La Juive de Halévy, Sigurd de Reyer, Les Huguenots et Faust.
En décembre 1906, il rentre au Canada au chevet de sa mère mourante, ce qui l'amena aussi à chanter à Toronto puis en 1907 à l'Auditorium de Québec, au Manège militaire de Québec et à la Garde indépendante Champlain. En novembre de la même année, il repart pour Paris à bord de l'Empress of Ireland en compagnie de Louis-Alexandre Taschereau puis se rend en Algérie à Constantine, Alger et Oran. C'est lors de ce séjour qu'il est séduit par la jeune soprano qui incarne Marguerite de Valois dans Les Huguenots de Meyerbeer, une Lyonnaise de 22 ans du nom d'Isabelle Besson. Déjà âgé de 41 ans, Mercier la demande en mariage et les noces sont célébrées le 21 juillet 1910 à Lyon (6e arr.).
Il participe ensuite à 22 concerts au Queen's Hall de Londres où il chante l'opéra et l'oratorio sous la direction de Sir Henry Wood. Les tensions politiques s'accroissant en Europe, le couple décide de s'embarquer pour Québec le 15 août 1913. Ils y créent l'Institut d'art vocal, où le ténor enseignera jusqu'à sa mort en compagnie de son épouse. Parmi leurs élèves, on peut citer le baryton Horace Philippon, fondateur de l'Association des chanteurs de Québec, le baryton Gilles Lamontagne, la soprano Adrienne Roy-Vilandré, la basse Roland Gosselin, la contralto Muriel Hall, et le chanteur-compositeur Robert L'Herbier.
En 1915, il enregistre à New York quelques pièces en duo avec son épouse pour Columbia Records (série E), grâce aux interventions du producteur québécois Roméo Beaudry. Dix enregistrements sonores sont conservés aux Archives nationales du Québec, dont deux « La Foi de son flambeau divin » de l'opéra Mireille de Charles Gounod et « Heureux ceux qui vivront », extrait de Marie-Magdeleine de Jules Massenet avec la participation de son épouse.
Au cours des années suivantes, le couple donne quelques concerts à Québec, entre autres au Club musical de Québec, à Saint-Basile le 6 juillet 1919, à l'Université Laval le 3 mai 1926, à la salle du Monument national en mai 1926 puis au Manège militaire de Québec, le 25 avril 1933. Mais, le ténor préfère se consacrer à la composition, produisant plus d'une centaine de mélodies, parfois signées de son nom de scène G de Revax, dont Ô Canada! mon pays, mes amours en 1914, Ce que je chante, op. 65 en 1918 et France et Canada , op. 106 en 1929. Il publie aussi en 1919 une série d'articles sur le « Classement et la pose de la voix » puis en 1923 Souvenirs de ma carrière artistique et en 1928 Technique de musique vocale.
À la fin de l'automne 1932, Mercier est fortement intoxiqué par une fuite de gaz dans la résidence du couple, rue Conroy à Québec, ce qui entraîne une paralysie puis son décès, le 22 décembre 1932. La cérémonie funéraire a lieu en l'église Saint-Cœur-de-Marie de Québec et Mercier est inhumé au cimetière Saint-Charles de Québec.
En 1991, il est intronisé, de façon posthume, au Panthéon canadien de l'art lyrique.

## Compositions musicales
Ces compositions sont déposées aux Archives nationales du Québec à Québec.

### Partitions datées
- Ô Canada, mon pays, mes amours[18], paroles de Louis-Honoré Fréchette - 1914
- France[19], paroles de William Chapman - 1914
- Le Saint-Laurent[20], paroles de J.B. Caouette - 1914
- Ce que je chante, opus 65, paroles de Blanche Lamontagne - 1918
- Mourir, c'est partir un peu[21], paroles de Louis Tiercelin - 1918
- Rayon d'espoir, paroles de J.-B. Caouette - 1921
- Raoul et Laura, extrait de l'épopée canadienne La Légende des chevaliers d'Oïl, paroles de Jules Gendron - 1928
- France et Canada[22], op. 106, paroles de J.-B. Caouette - 1929

### Partitions non datées
- Ave Maria, op. 9
- Les Frileuses, op. 45, paroles de Blanche Lamontagne
- France toujours, op. 75, paroles de L.J. Doucet
- La Chanson douce, op. 82, paroles de Louis Tiercelin
- O salutaris, op. 97
- Pie Jesu, op. 99
- Souvenez-vous, op. 109, paroles de J.B. Caouette
- Le Pont de Québec, paroles de William Chapman
- Ô Canada, paroles de Robert Stanley Weir
- Rondel, paroles de Louis Marsolleau
- La Route enchantée, paroles d'Adolphe Hardy
- Messe de minuit, paroles de Louis-Honoré Fréchette
- Prière du matin à Jésus-Christ, paroles de C.F. Rémi
- Embarquement, paroles de Florent Rancourt
- L'Oraison dominicale
- Pater noster

## Discographie
- Chanson de l'adieu de (Tosti)
- France, paroles de J.-B. Caouette
- « Heureux ceux qui vivront », extrait de Marie-Magdeleine de Jules Massenet, avec Isa Jeynevald
- Entrée de Raoul, extrait des Huguenots de Meyerbeer
- « La Foi de son flambeau divin », extrait de Mireille de Charles Gounod, avec Isa Jeynevald
- La Huronne, paroles de Pierre-Gabriel Huot, musique de Célestin Lavigueur
- Musette du XVIIe siècle
- Ô Canada, mon pays, mes amours, paroles de Louis-Honoré Fréchette
- « Oh ! de beautés égales » (« Recondita armonia »), extrait de Tosca de Giacomo Puccini en français
- Zingarella

On peut entendre tous ces enregistrements sur le site des Archives nationales du Québec.